# Rhimphoctona pectoralis
Rhimphoctona pectoralis är en stekelart som först beskrevs av Joseph Kriechbaumer 1890.  Rhimphoctona pectoralis ingår i släktet Rhimphoctona och familjen brokparasitsteklar. Inga underarter finns listade i Catalogue of Life.